# Jean-Sébastien Bonvoisin
Jean-Sébastien Bonvoisin (ur. 2 grudnia 1985) – francuski judoka. Uczestnik mistrzostw świata w 2008. Startował w Pucharze Świata w latach 2004-2009 i 2011-2017. Brązowy medalista mistrzostw Europy w 2013 i srebrny medalista w drużynie w 2007. Wicemistrz igrzysk śródziemnomorskich w 2013. Wygrał igrzyska frankofońskie w 2005. Mistrz Europy juniorów w 2007 i trzeci na ME U-23 w 2006. Mistrz Francji w 2010 roku.